# 샤리니
샤리니(Syahrini, 1980년 8월 1일 ~ )는 인도네시아의 가수, 배우이다.

## 음반 목록
- My Lovely (2008)
- Semua Karena Cinta (2012)